# Sebastián Ospina (actor)
Sebastián Ospina (Cali, 4 de diciembre de 1946) es un actor, guionista, director y productor de cine colombiano.

## Carrera

### Primeros años
Ospina nació en la ciudad de Cali. Tras terminar sus estudios primarios se trasladó a los Estados Unidos, donde culminó el bachillerato en la ciudad de Boston. Más adelante estudió psicología en la Pontificia Universidad Javeriana y antropología en la Universidad de los Andes. Allí se empezó a interesar en el teatro, integrando un grupo llamado Teatro Libre de Bogotá dirigido por Luis Del Valle Paramo.

### Reconocimiento
A finales de la década de 1970 coescribió con Luis Crump Carvajal el guion del cortometraje El cuartico azul y escribió y dirigió el corto Balada de la primera muerte. Más adelante se preparó en la academia de Lee Strasberg. Un año después regresó al Colombia, donde obtuvo papeles importantes en la televisión y el cine de su país. En 1980 integró el reparto de la película El inmigrante latino de Gustavo Nieto Roa. Otras producciones cinematográficas en las que participó en la década de 1980 fueron Carne de tu carne, Tiempo de morir y Caín. Durante esta época su participación en la televisión colombiana fue prolífica, apareciendo en producciones como Vanessa, Mi sangre aunque plebeya, Hojas al viento y la serie colomboespañola Brigada central.
En 1994 escribió el guion de la película Adiós, María Félix, por el que obtuvo el Premio Nacional de Cine en la categoría de mejor guion original. La película, titulada finalmente Soplo de vida, fue estrenada en 1999 y dirigida por su hermano, el cineasta Luis Ospina. En el año 2000 actuó en la película de Jorge Echeverry Terminal, y cinco años después apareció en Rosario Tijeras, película de Emilio Maillé. Una de sus últimas apariciones en televisión ocurrió en la serie de televisión La bruja en 2011, en la que interpretó el papel del Embajador Colombiano en México. A partir de entonces se ha desempeñado principalmente en el teatro, realizando giras internacionales para presentar monólogos teatrales y otras producciones. Su carrera y vida, especialmente en Nueva York, son los temas del The Actor in His Labyrinth (2023), el documental por Seth Fein.

## Filmografía destacada

### Cine
- 1978 - Cuartico azul (corto)
- 1980 - El inmigrante latino
- 1983 - Carne de tu carne
- 1984 - Caín
- 1985 - Tiempo de morir
- 2000 - Terminal
- 2002 - Un día de estos (corto)
- 2005 - Rosario Tijeras

### Televisión
- 1981 - Revivamos nuestra historia
  - Bolívar: el hombre de las dificultades
  - Los comuneros
- 1984 - Tiempo de morir
- 1987 - Vanessa
- 1988 - Hojas al viento
- 1988 - Mi sangre aunque plebeya
- 1989 - Azúcar
- 1992 - Brigada central II: La guerra blanca
- 1992 -  archivo secreto ( serie de televisión)
- 1996 - Otra en mi
- 2007 - Sobregiro de amor
- 2011 - La bruja